# Rial omaní
El rial (en árabe: ريال) es la moneda oficial del Sultanato de Omán. Está dividido en 1.000 baisa (en árabe: بيسة) y su código ISO 4217 es OMR,.

## Historia
En 1891 se estableció el protectorado británico, por lo que comenzó a circular la rupia india, remplazando al tálero de María Teresa en casi todo el territorio. En 1893 se introdujeron monedas coloniales de ½ y ¼ anna con ceca en Birmingham para su uso en Mascate y en Omán, luego en cecas locales se acuñaron ¼ anna desde 1894 hasta 1898, en 1897 ½ anna nuevamente en la ceca inglesa, además de contramarcarse las mismas con siglas ST en árabe hasta 1900 inclusive.
Antes de 1949, Omán estaba constituido por los territorios de Omán y Mascate, y la moneda que circuló desde 1901 hasta 1945 era nuevamente la rupia india. En el interior del país, en el Imanato de Omán, también seguía circulando el tálero que equivalía a 230 paisas.
En 1940 se acuñaron monedas para que se utilizasen en la provincia de Dhofar hasta 1958, y en 1946 para todo el territorio omaní hasta 1961. Ambas monedas estaban denominadas en baisa (igual que la paisa india), con una equivalencia de 200 baisas por riyal. Posteriormente circularon los billetes de la rupia del golfo.
El 7 de mayo de 1970 el riyal saidí (no confundir con el riyal saudí) fue la moneda de Omán. Equivalía a una libra esterlina y sustituyó a la rupia del Golfo, cuyos billetes habían sido emitidos desde 1959, con una tasa aproximada de cambio de 21 rupias por riyal. Este nuevo riyal se dividía en 1000 baisas. El 11 de septiembre de 1972 el rial omaní sustituyó al riyal saidí a la par.

## Monedas
En 1940 se acuñaron monedas de 10, 20 y 50 baisas para su uso en la provincia meridional de Dhofar y posteriormente ½ rial dhofarí de plata en 1948. En 1946 se introdujeron monedas de cuproníquel de 2, 5 y 20 baisas para el resto del territorio de Omán, a las que le siguieron las denominaciones de 3 baisas de bronce en 1958, 1960 y 1961 y, ½ y 1 rial saidí de plata de 1960 a 1961. En el año 1962 se adoptaron los billetes de la rupia del golfo hasta 1969.
En 1970 se introdujo una nueva serie de monedas para Mascate y Omán en denominaciones de 2, 5, 10, 25, 50 y 100 baisas. En 1975 se introdujeron nuevas monedas con el nuevo nombre del país, "Omán", y se añadieron en 1980 denominaciones de ¼ y ½ rial. Hoy en día las monedas en circulación son las de 5, 10, 25 y 50 baisas, aunque existen denominaciones mayores que conmemoran distintos acontecimientos.
| Denominación | Emisión | Metal | Canto    | Diámetro (mm) | Peso (g) | Anverso                                        | Reverso                          |
| ------------ | ------- | ----- | -------- | ------------- | -------- | ---------------------------------------------- | -------------------------------- |
| 5 Baisa      | 1999-   | Cu+Zn | Liso     | 19,00         | 2,70     | Escudo de armas - سلطانة عمان                  | بيسة ٥ - año de acuñación        |
| 10 Baisa     | 1999-   | Cu+Zn | Liso     | 21,70         | 4,10     | Escudo de armas - سلطانة عمان                  | بيسة ١٠ - año de acuñación       |
| 25 Baisa     | 1999-   | Cu+Ni | Estriado | 18,00         | 2,70     | Escudo de armas - سلطانة عمان                  | بيسة ٢٥ - año de acuñación       |
| 50 Baisa     | 1999-   | Cu+Ni | Estriado | 24,00         | 5,60     | Escudo de armas - سلطانة عمان                  | بيسة ٥٠ - año de acuñación       |
| 100 Baisa    | 1984    | Cu+Ni | Estriado | 21,50         | 4,30     | Escudo de armas - سلطانة عمان año de acuñación | بيسة ١٠٠ - البنك المركزي العماني |

## Billetes

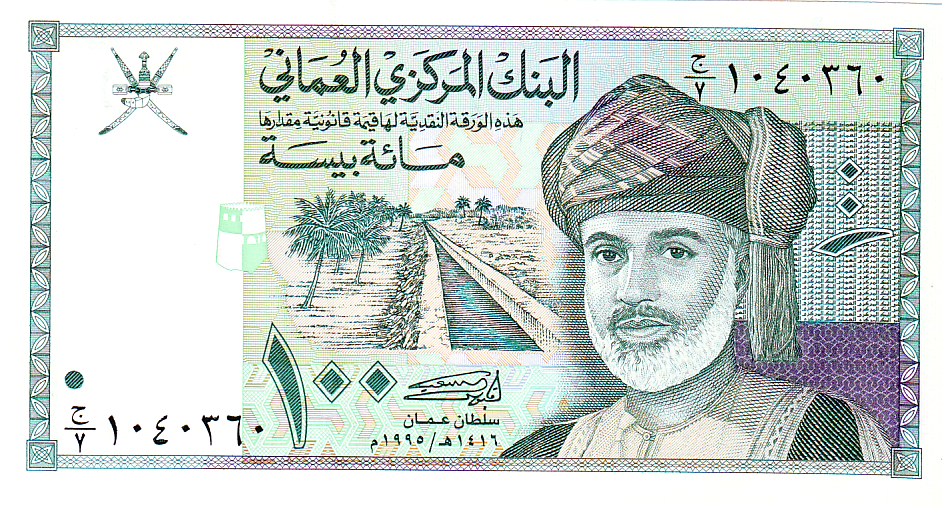
billete de 100 Baisa.

En 1970 el gobierno introdujo billetes en denominaciones de 100 baisa, ¼, ½, 1, 5 y 10 riales saidíes. En 1973 se sustituyó esta serie por billetes denominados en riales omaníes, a cargo del Comité Monetario de Omán. Desde 1977, el Banco Central de Omán se ha encargado de emitir los billetes, con la novedad de introducir las denominaciones de 20 y 50 riales, y en 1985 los billetes de 200 baisa.
| Denominación | Color predominante | Descripción del anverso                                                                  | Descripción del reverso                                        |
| ------------ | ------------------ | ---------------------------------------------------------------------------------------- | -------------------------------------------------------------- |
| 100 Baisa    | Verde              | بيسة ١٠٠ - مائة بيسة - Qabus bin Said Al Said - Acequia - البنك المركزي العماني          | 100 - One Hundred Baisa - Halcón y Órix - CENTRAL BANK OF OMAN |
| 200 Baisa    | Azul               | بيسة ٢٠٠ - مائتي بيسة - Qabus bin Said Al Said - البنك المركزي العماني                   | 200 - Two Hundred Baisa - CENTRAL BANK OF OMAN                 |
| ½ Rial       | Violeta            | الريال ½ - نصف الريال - Qabus bin Said Al Said - Fuerte de Bahla - البنك المركزي العماني | ½ - Half Rial - Fuerte de Bahla - CENTRAL BANK OF OMAN         |
| 1 Rial       | Violeta            | الريال ١ - ريال واحد - Qabus bin Said Al Said - البنك المركزي العماني                    | ½ - One Rial - CENTRAL BANK OF OMAN                            |
| 5 Riales     | Rojo               | ريال ٥ - خمسة ريال - Qabus bin Said Al Said - البنك المركزي العماني                      | 5 - Five Rials - CENTRAL BANK OF OMAN                          |
| 10 Riales    | Marrón/Azul        | ريال ١٠ - عشرة ريال - Qabus bin Said Al Said - البنك المركزي العماني                     | 10 - Ten Rials - CENTRAL BANK OF OMAN                          |
| 20 Riales    | Azul               | ريال ٢٠ - عشرون ريال - Qabus bin Said Al Said - البنك المركزي العماني                    | 20 - Twenty Rials - CENTRAL BANK OF OMAN                       |
| 50 Riales    | Violeta            | ريال ٥٠ - ريال الخمسين - Qabus bin Said Al Said - البنك المركزي العماني                  | 50 - Fifty Rials - CENTRAL BANK OF OMAN                        |